# Bundesverband Jugend und Film
Der Bundesverband Jugend und Film e. V. (BJF) mit Sitz in Frankfurt am Main ist mit rund 1.000 Mitgliedern die größte Organisation der kulturellen Kinder- und Jugendfilmarbeit in Deutschland. 

## Geschichte
Der 1970 in Mainz als „Bundesarbeitsgemeinschaft für Jugendfilmarbeit und Medienerziehung“ gegründete Verband sieht sich in der Nachfolge des im gleichen Jahr aufgelösten „Verbandes deutscher Filmclubs“. Der BJF engagiert sich für die Filminteressen von Kindern und Jugendlichen. Er unterstützt seine Mitglieder und interessierte Personen in Fragen der nicht gewerblichen Kinder- und Jugendfilmarbeit. Mitglieder des Verbandes sind Kulturzentren, Schul- und Jugend-Filmclubs, Jugendzentren, Volkshochschulen, kirchliche und regionale Medienzentren, Pädagogen sowie Film- und Medienfachleute. Die Kontaktpflege und Unterstützung vor Ort gewährleisten die jeweiligen Landesverbände (z. B. Landesverband Jugend und Film Schleswig-Holstein).
Der BJF betreibt mit der BJF-Clubfilmothek einen eigenen Filmverleih mit über 500 Filmen im 16-mm-Film-, DVD- oder Blu-ray-Format für die nicht gewerbliche Kinder- und Jugendfilmarbeit. Zur Information der Mitglieder erscheint viermal im Jahr das BJF-Magazin. Der Verband veröffentlicht Filmbücher, Broschüren und Materialien für die medienpädagogische Arbeit. Er veranstaltet Filmfestivals, Seminare, Workshops und Tagungen, und organisiert das Informationsnetzwerk „Junge Filmszene“ für junge Film- und Videoschaffende. 
Weltweit repräsentiert wird der BJF durch die Fédération Internationale des Ciné-Clubs (FICC), die internationale Vereinigung der Filmclubs, die unter anderem Jurys bei rund 20 internationalen Filmfestivals organisiert. Außerdem bestehen Mitgliedschaften in der European Children’s Film Association (ECFA) und der Bundesvereinigung Kulturelle Kinder- und Jugendbildung (BKJ).
Der BJF wird durch das Bundesministerium für Familie, Senioren, Frauen und Jugend gefördert.